# Sur la route de Memphis
Albums de Eddy Mitchell
Made in USA
(1975) La Dernière Séance
(1977)
Singles
1. La Fille du motel
Sortie : 19 février 1977

Sur la route de Memphis est le dix-septième album studio d'Eddy Mitchell sorti en 1976 sur le label Polydor.

## Histoire
Sur la route de Memphis et le troisième album d'Eddy Mitchell enregistré à Nashville, dans le studio Cinderella de Madison, avec l'équipe de Charlie McCoy, sa couleur musicale oscille entre country et rock'n'roll.
Les adaptations de titres étrangers, dont Chuck Berry (Sirop rock'n'roll) et Little Richard (Hey, Miss Ann !), alternent avec des compositions originales co-écrites avec Pierre Papadiamandis, Christophe (Je me fais mon western) ou Mort Shuman (Je suis parti de rien).
Le Maître du monde est une adaptation de The Harder They Come, un reggae de Jimmy Cliff.
L'album s'achève sur une reprise du succès de Joe Dassin, en 1967, Marie-Jeanne,.

## Autour de l'album
1976 est l'année où Eddy Mitchell crée son label de disque, bien que ses productions à venir restent distribuées par les Disques Barclay ; le premier vinyle à sortir estampillé du logo EM est, en mai, le 45 tours Pas de boogie woogie - C'est ok,.
L'album Sur la route de Memphis parait le 10 novembre 1976.
Références originales
33 tours Barclay 843364-1 produit à 700 copies.
33 tours Barclay 900505 (édition courante).
Singles 45 tours
45 tours promotionnel Barclay 620218 : Sur la route de Memphis - J'aime, j'aime pas.
45 tours Barclay 620228 : La fille du motel - Sirop rock'n'roll (la version single de Sirop rock'n'roll est différente de celle présente sur l'album).
Pochette
L'avant de la pochette montre une grande photo en noir et blanc d'Eddy Mitchell assis à un bar, cigarette à la main, et en dessous une plus petite en couleur où le chanteur est assis par terre devant une voiture verte typique des années 1950.
L'arrière de la pochette comprend les mentions du disque et, occupant le tiers de la surface, une photo noir et blanc du chanteur aux prises avec la police (en référence probable à la chanson Sur la route de Memphis).
La pochette intérieure est la même photo que celle figurant en miniature sur la pochette recto avec le texte de la chanson Sur la route de Memphis.

## Réception
En 2010, selon l'édition française du magazine Rolling Stone, cet album est le 18e meilleur album de rock français.

## Liste des titres
| 1. | Sirop rock & roll (Sweet Little Rock & Roller)         | Claude Moine (adaptation) | Chuck Berry                       | 2:47 |
| 2. | Je me fais mon western                                 | Claude Moine              | Christophe                        | 2:27 |
| 3. | Comment finir la semaine ?                             | Claude Moine              | Pierre Papadiamandis              | 2:27 |
| 4. | Le Maître du monde (The Harder They Come)              | Claude Moine              | Jimmy Cliff                       | 3:16 |
| 5. | Je suis parti de rien (pour arriver à pas grand-chose) | Claude Moine              | Mort Shuman                       | 2:56 |
| 6. | Hey, Miss Ann ! (Miss Ann)                             | Claude Moine (adaptation) | Enotris Johnson, Richard Penniman | 3:23 |

| 7.  | La Fille du motel                              | Claude Moine                    | Pierre Papadiamandis | 2:56 |
| 8.  | J'aime... J'aime pas                           | Claude Moine                    | Pierre Papadiamandis | 2:57 |
| 9.  | Sur la route de Memphis (How I Got to Memphis) | Claude Moine (adaptation)       | Tom T. Hall          | 2:53 |
| 10. | Le bon temps qui passe (Come Early Morning)    | Claude Moine (adaptation)       | Bob McDill (en)      | 2:59 |
| 11. | La Marie-Jeanne (Ode to Billie Joe)            | Jean-Michel Rivat, Frank Thomas | Bobbie Gentry        | 5:14 |

Titre bonus (réédition CD) :
Ce titre, en 1976, est sorti uniquement en single 45 tours.
| No  | Titre                                                                          | Paroles                   | Musique                | Durée |
| --- | ------------------------------------------------------------------------------ | ------------------------- | ---------------------- | ----- |
| 12. | Pas de boogie woogie (Don't Boogie Woogie (When You Say Your Prayers Tonight)) | Claude Moine (adaptation) | Layng Martine Jr. (en) | 3:41  |

## Crédits

### Musiciens
- Piano : David Briggs / Pig Robbins
- Batterie : Kenny Buttrey
- Basse : Wayne Moss
- Orgue : Pig Robbins
- Guitares : Reggie Young / Graddy Martin / Jim Colvard / Dale Sellers / Billy Sandford
- Dobro : Graddy Martin
- Pedal steel guitar : Russ Hicks et Lloyd Green sur La Marie-Jeanne
- Violon:[Buddy Spicher
- Saxophone : Charlie McCoy
- Harmonica : Charlie McCoy
- Percussions : Jim Isbel
- Chœurs : The Jordanaires / Les Holladay Sisters et The Twenty First Century Singers & Mr. Pisgah Chorus sur Comment finir la semaine ?

### Production
- Prise de son : Charly Talent / Wayne Moss
- Mixage et gravure : Les Ladd
- Direction artistique : John "Tennessee" Fernandez
- Conception de la pochette : Studio de l'air
- Lettrage : J. Larcher
- Photos : Richard Kalvar / Magnum

## Autour de l'album
Sur la route de Memphis est repris par Johnny Hallyday en 1996 (album Destination Vegas) et en 2008 par Roch Voisine dans une version franco-anglaise.